# ديفيد ستيفن (سياسي)
ديفيد ستيفن هو شخصية أعمال وسياسي أمريكي، ولد في 1971 في أشوابينون في الولايات المتحدة. نشط حزبياً في الحزب الجمهوري. وقد انتخب عضو جمعية ولاية ويسكونسن ‏.

## وصلات خارجية
- الموقع الرسمي